# Letiště Písek-Krašovice
Letiště Písek-Krašovice (ICAO: LKPISK) je neveřejné vnitrostátní letiště (SLZ plocha) v jižních Čechách umístěné severozápadně od města Písek, v katastru obce Krašovice. Má jednu asfaltovou vzletovou a přistávací dráhu 16/34 o délce 580 metrů a šířce 15 metrů. Nachází se v nadmořské výšce 412 m. Nejbližší letiště je letiště Strakonice.
Mezi lety 1965 a 1995 letiště sloužilo armádě. Zpočátku zde byla základna vrtulníkové letky Mi-1 a Mi-4. Později šlo o základnu Protivzdušné obrany státu (PVOS), jež zde působila například s bezpilotním letounem Tupolev Tu-143. Od 90. let zde fungovala společnost Fantasy air, která produkovala ultralehká letadla. Společnost však k 9. listopadu 2010 ukončila činnost. Od února 2019 je novým vlastníkem letiště česká společnost Primoco UAV, která vyvíjí a vyrábí civilní bezpilotní letouny. Letiště nyní funguje pro všeobecné civilní letectví (nutné předchozí povolení příletu) a samozřejmě pro vzlet a přistání bezpilotních letadel Primoco UAV One 150.